# Otto Thott (1823–1891)
Otto Thott, född den 29 juli 1823 i Malmö, död den 22 december 1891 i Skabersjö församling, Malmöhus län, var en svensk greve, militär och hovman. Han var son till Tage  Thott samt far till Tage och Otto Thott.

## Biografi
Thott blev sergeant vid Kronprinsens husarregemente 1840, avlade studentexamen vid Lunds universitet samma år och officersexamen 1842 samt blev fanjunkare sistnämnda år. Han blev underlöjtnant vid nämnda regemente samma år, löjtnant där 1848 och beviljades avsked från löjtnantsbeställningen på stat med tillstånd att som lönlös löjtnant kvarstå vid regementet 1854. Thott befordrades till ryttmästare 1859 och blev adjutant hos kungen 1860. Han blev major i armén 1862 och beviljades samtidigt avsked från regementet. Thott blev kabinettskammarherre hos kungen 1868, beviljades avsked ur krigstjänsten samma år och blev tjänstfri vid hovet 1872. Han blev greve vid farfaderns död 1826 och tillträdde Skabersjö fideikommiss vid faderns död 1866. Thott blev riddare av Svärdsorden 1863 och kommendör av första klassen av Vasaorden 1887. 